# Dingolfing
Dingolfing är en stad vid floden Isar i Landkreis Dingolfing-Landau i Regierungsbezirk Niederbayern i förbundslandet Bayern i Tyskland.  Folkmängden uppgår till cirka 21 000 invånare.

## Industri
Här låg tidigare biltillverkaren Glas (Goggomobil). Idag finns på samma plats BMW:s största bilfabrik med runt 17 500 anställda.

## Personligheter
- Hans Glas
- Herbert Hainer